# 布龙 (阿摩尔滨海省)
布龙（法語：Broons，發音：[bʁɔ̃] ⓘ），法国西北部城市，布列塔尼大区阿摩尔滨海省的一个市镇，隶属于迪南区，其市镇面积为35.21平方公里，2022年1月1日时人口数量为2,931人，在法国市镇中排名第3,823位。
布龙位于阿摩尔滨海省东北部，是一个区域性的中心城市，巴黎—布雷斯特铁路和多条公路在此交汇。法兰西民族英雄贝特朗·杜·盖克兰出生于布龙，当地建有其纪念碑。

## 地名来源
“Broons”最初可能于1182年以“Brohun”的形式被记载，其来源及含义尚存在争议：布列塔尼地名学家阿蒂尔·德拉博尔德里认为该名称可能出自凯尔特语，意为“土丘、山坡”；法国地名学家阿尔贝·多扎则认为该名称可能出自人名Brochan或Brychan。
布龙历史上处于加洛语和布列塔尼语区的过渡地带，“Bron”在加洛语和布列塔尼语中分别写作“Bron”和“Bronn”。截至2024年11月，布龙尚未加入布列塔尼语言保护组织。

## 历史

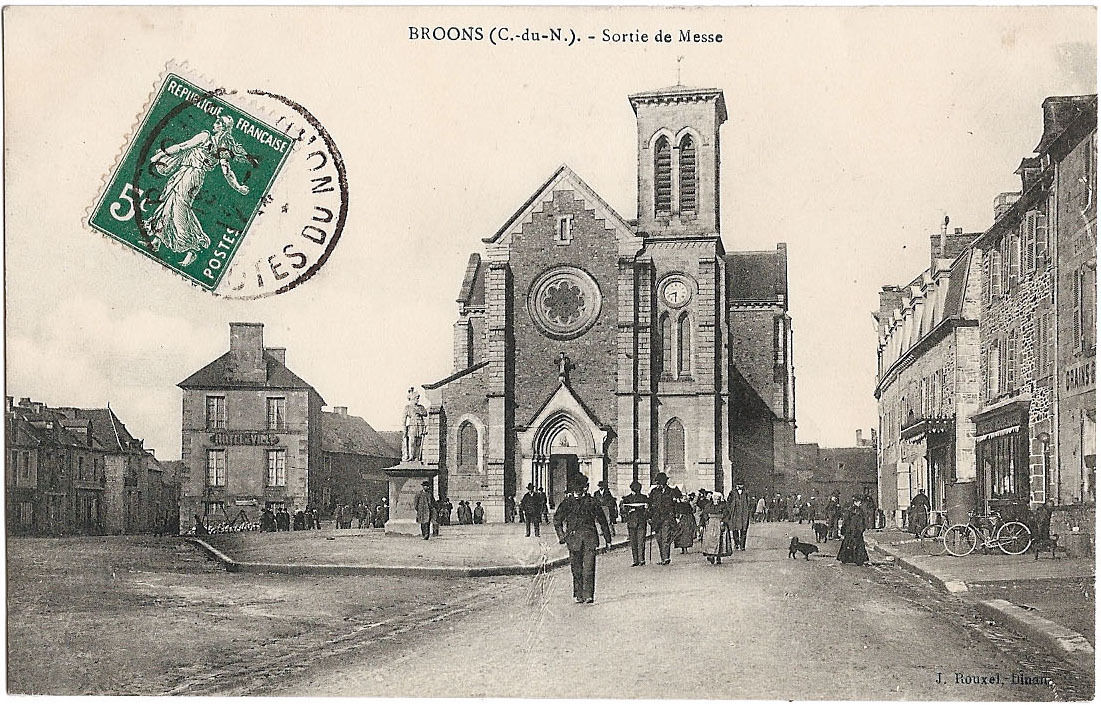
20世纪初的布龙

布龙的早期历史尚不清楚。根据当地官方网站的论述，布龙在青铜及铁器时期就已出现人类活动。古典时期，布龙地区曾为高卢部落科里奥索利特人的活动范围。中世纪初，布龙曾为伊维尼亚克拉图尔堂区的一部分，当地出现了商业贸易活动。12世纪时，布龙因继承问题而一分为二，当地由此出现了两座城堡。13世纪时，多名布龙家族成员参与十字军东征。贝特朗·杜·盖克兰于1320年出生于布龙拉莫特布龙城堡，他因多次参与指挥英法百年战争而被认为是法兰西民族英雄。18世纪时，途径布龙的道路逐渐成为北布列塔尼的交通干线，布龙被设立为一个驻马驿站。法国大革命后，布龙成为北滨海省（1990年更名为“阿摩尔滨海省”）的一个市镇，并自1793年起成为同名县的县治。途径布龙附近的铁路线于1863年建成通车。1913年，布龙市镇实现电力供应。1993至2016年间，布龙曾为杜·盖克兰地区市镇公共社区的办公驻地。

## 地理

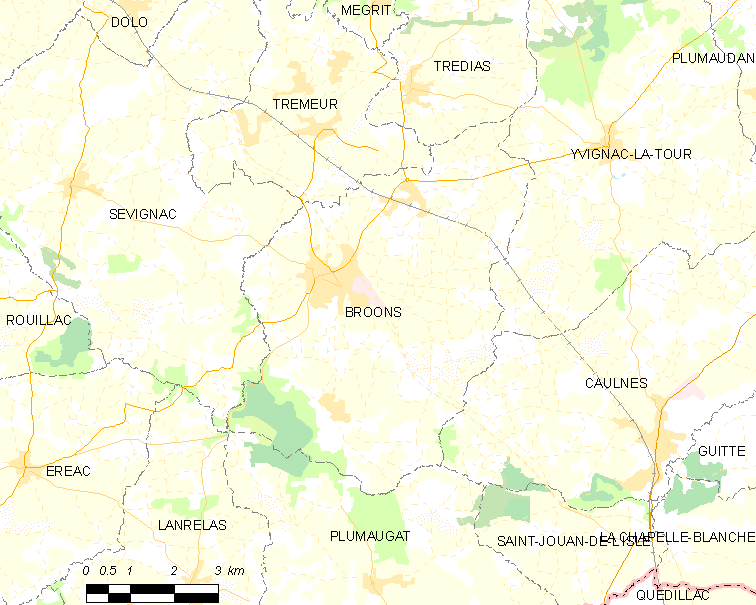
布龙市镇范围地图

布龙位于法国西北部，布列塔尼大区东北部和阿摩尔滨海省东部，距离省会圣布里厄大约48公里。与布龙接壤的市镇包括：科讷、普吕莫加特、塞维尼亚克、特雷迪亚、特雷默尔和伊维尼亚克拉图尔。

### 地形
布龙位于阿摩里卡丘陵腹地，境内以浅丘和缓丘为主，市镇中心地势较为平坦，整体地势自西北向东南有所抬升，全境海拔在45到143米之间。

### 水文
罗塞特河（La Rosette）自西南向北流经市镇西界。

### 植被
布龙属于温带阔叶混交林区，林地多分布于河流附近及坡地地带，市镇南端为布龙树林（Bois de Broons）。
在鲜花城市的评比中，布龙暂未被评级。

### 气候
布龙在柯本气候分类法中属于温带海洋性气候（Cfb）。
距离布龙最近的常年气象站位于科讷境内，以下为该气象站的数据（其中日照数据取自雷恩）：
| 科讷 1981年－2019年 | 科讷 1981年－2019年 | 科讷 1981年－2019年 | 科讷 1981年－2019年 | 科讷 1981年－2019年 | 科讷 1981年－2019年 | 科讷 1981年－2019年 | 科讷 1981年－2019年 | 科讷 1981年－2019年 | 科讷 1981年－2019年 | 科讷 1981年－2019年 | 科讷 1981年－2019年 | 科讷 1981年－2019年 | 科讷 1981年－2019年 |
| 月份                | 1月                 | 2月                 | 3月                 | 4月                 | 5月                 | 6月                 | 7月                 | 8月                 | 9月                 | 10月                | 11月                | 12月                | 全年                |
| ------------------- | ------------------- | ------------------- | ------------------- | ------------------- | ------------------- | ------------------- | ------------------- | ------------------- | ------------------- | ------------------- | ------------------- | ------------------- | ------------------- |
| 历史最高温 °C（°F） | 16.7 (62.1)         | 18.5 (65.3)         | 22.7 (72.9)         | 27.5 (81.5)         | 30.1 (86.2)         | 35.9 (96.6)         | 35.6 (96.1)         | 39.6 (103.3)        | 32 (90)             | 30.8 (87.4)         | 19.9 (67.8)         | 16.4 (61.5)         | 39.6 (103.3)        |
| 平均高温 °C（°F）   | 8.8 (47.8)          | 10.3 (50.5)         | 12.9 (55.2)         | 15.6 (60.1)         | 19.1 (66.4)         | 22.3 (72.1)         | 23.9 (75.0)         | 24 (75)             | 21.7 (71.1)         | 17 (63)             | 12.4 (54.3)         | 9 (48)              | 16.4 (61.5)         |
| 日均气温 °C（°F）   | 5.9 (42.6)          | 6.8 (44.2)          | 8.7 (47.7)          | 10.6 (51.1)         | 14 (57)             | 16.9 (62.4)         | 18.5 (65.3)         | 18.7 (65.7)         | 16.3 (61.3)         | 13 (55)             | 9.1 (48.4)          | 6.1 (43.0)          | 12.1 (53.8)         |
| 平均低温 °C（°F）   | 2.9 (37.2)          | 3.4 (38.1)          | 4.4 (39.9)          | 5.6 (42.1)          | 9 (48)              | 11.5 (52.7)         | 13.1 (55.6)         | 13.3 (55.9)         | 10.8 (51.4)         | 9 (48)              | 5.8 (42.4)          | 3.1 (37.6)          | 7.7 (45.9)          |
| 历史最低温 °C（°F） | −13 (9)             | −8.7 (16.3)         | −7.9 (17.8)         | −3.6 (25.5)         | 0 (32)              | 3.5 (38.3)          | 5.5 (41.9)          | 5 (41)              | 1.7 (35.1)          | −5.1 (22.8)         | −6.9 (19.6)         | −7.4 (18.7)         | −13 (9)             |
| 平均降水量 mm（）   | 79 (3.1)            | 62.8 (2.47)         | 60 (2.4)            | 64.3 (2.53)         | 71.9 (2.83)         | 48.2 (1.90)         | 59.3 (2.33)         | 58 (2.3)            | 58.9 (2.32)         | 93.1 (3.67)         | 98.6 (3.88)         | 94.3 (3.71)         | 848.4 (33.40)       |
| 月均日照時數        | 69.1                | 87.2                | 128.4               | 162.7               | 191.2               | 217.3               | 210.7               | 205.5               | 177.8               | 117.5               | 81.3                | 68.6                | 1,717.3             |
| 来源：infoclimat.fr |                     |                     |                     |                     |                     |                     |                     |                     |                     |                     |                     |                     |                     |

## 行政区划
布龙的市镇编号为22020，邮政编号为22250。
在行政管理方面，布龙隶属于法国布列塔尼大区阿摩尔滨海省迪南区；在地方选举方面，布龙是布龙县的中央投票站所在地，其市镇范围全境被划入阿摩尔滨海省第二选区；在社会管理方面，布龙是迪南城市圈公共社区的组成部分。
截至2024年11月，布龙市镇范围内暂无任何城市敏感街区及城市政策优先街区。
法国国家统计与经济研究所（简称“INSEE”）在进行数据统计时，将布龙市镇单独设为布龙城市核心区（Unité urbaine de Broons），未将包括布龙划入任何城市区（Aire urbaine）。自2020年起，布龙和相邻的特雷默尔组建成为布龙城市辐射区。此外，INSEE还将布龙市镇整体看作一个“块区”（IRIS），以便于统计人口分布情况。

## 交通

### 公路
法国国道N12线和阿摩尔滨海省省道D19线、D25线、D712线、D793线在布龙境内交汇。布列塔尼大区公共交通（商业名称为“BreizhGo”）下属的阿摩尔滨海省城际客运16线经停布龙，可通往迪南。
| 圣布里厄 | 48 |

| 迪南 | 25 |

| 朗巴勒 | 29 |

| 蒙托邦 | 23 |

2021年，73.3%的布龙家庭拥有至少一辆私人汽车。2022年，布龙境内共发生各类交通事故5起，造成2人遇难，3人受伤，其中1人重伤。

### 铁路

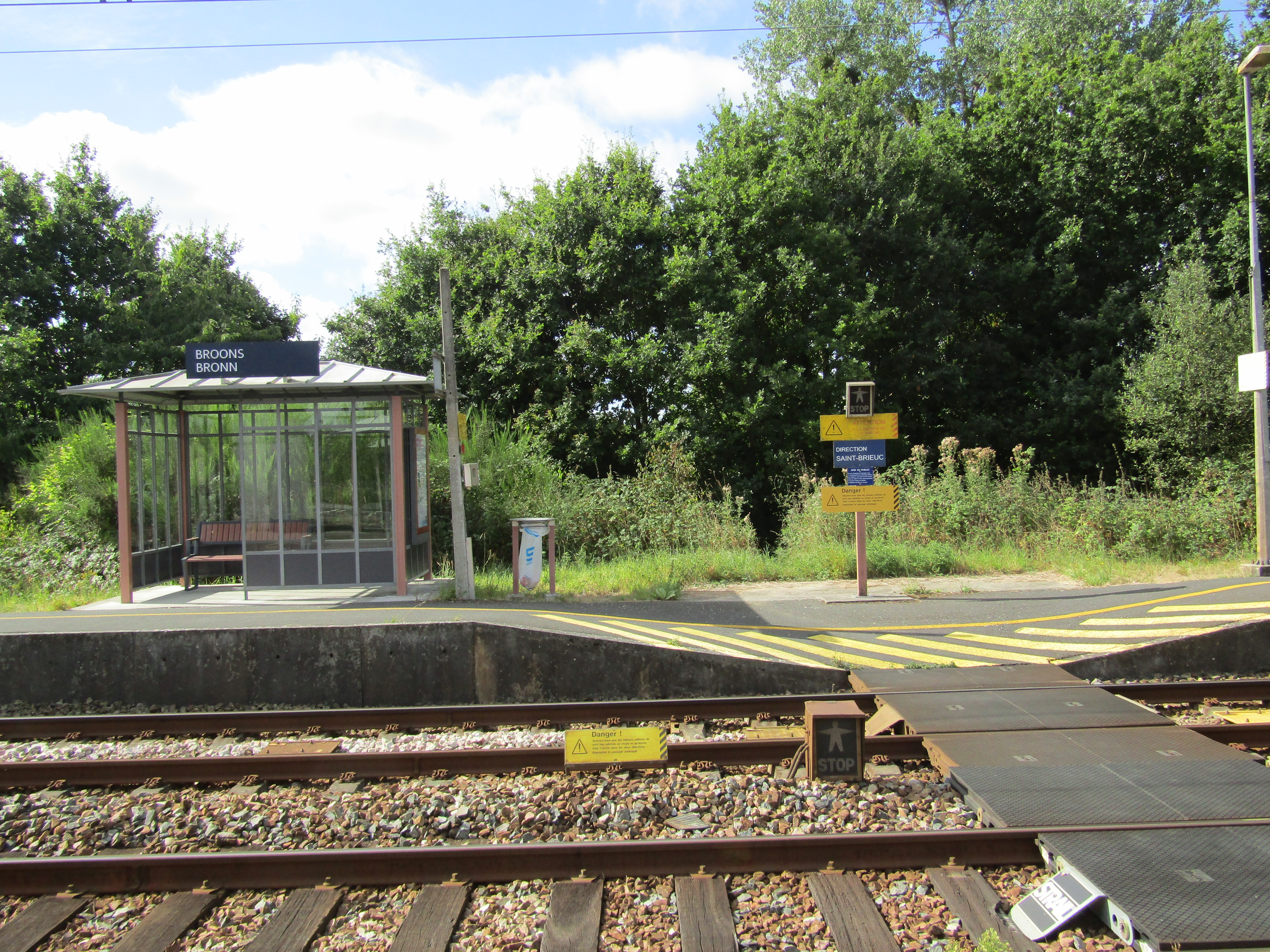
布龙火车站的站台

布龙位于巴黎—布雷斯特铁路上。布龙站位于布龙市区北部，是一个无人看守的铁路乘降所，该站停靠往返于雷恩和圣布里厄一线的区域列车。

### 航空
布龙距离雷恩机场的公路里程大约56公里。

### 城市公共交通
截至2024年11月，布龙暂无城市公共交通系统。

## 政治

### 市政内阁

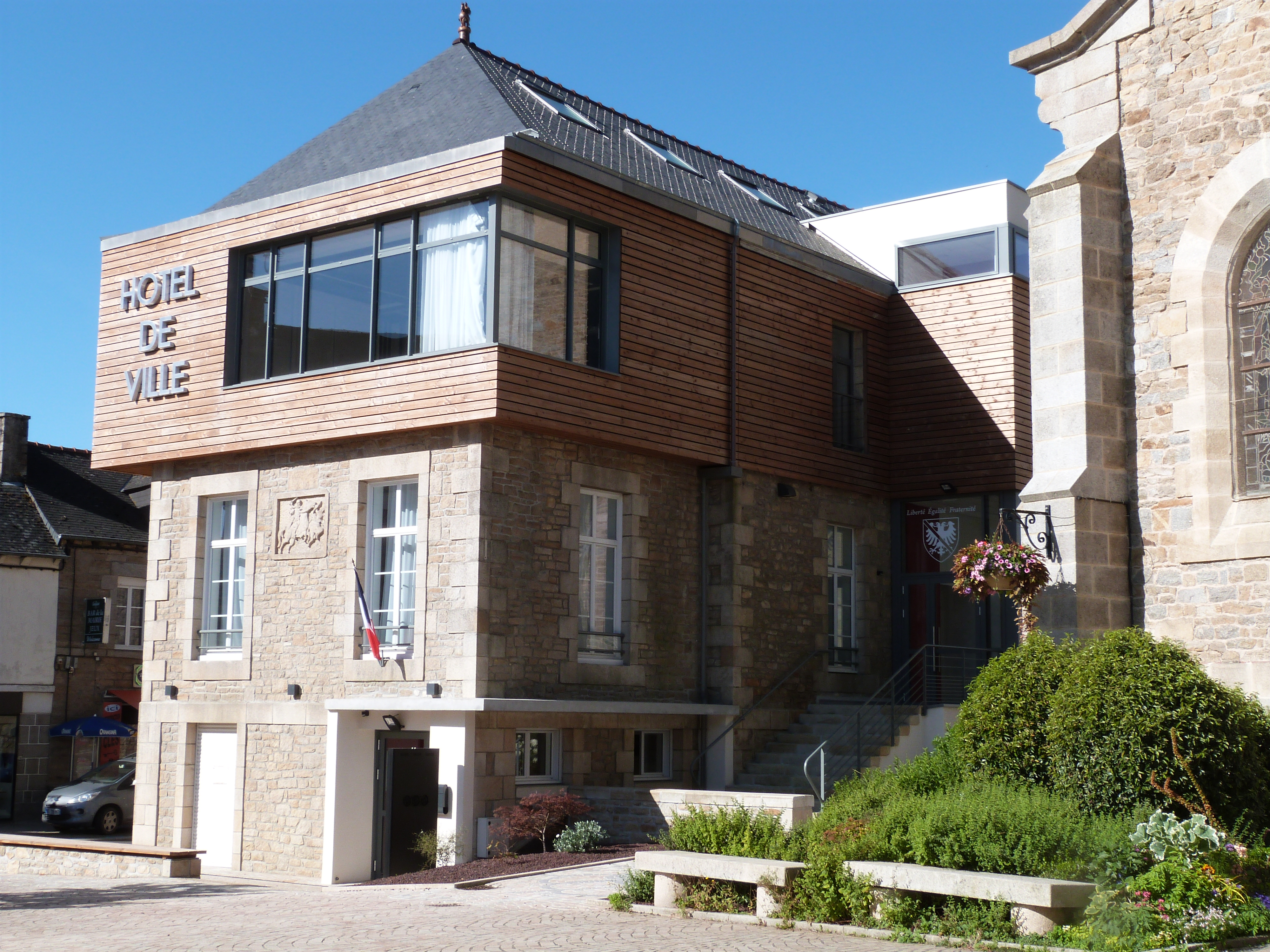
布龙市政厅

布龙的现任市长为德尼·拉吉东先生（Denis LAGUITTON），他是一名右翼无党派人士，在2020年的市政选举中获得了100.00%的支持率（无其他候选人）。
| 布龙历届市长   | 布龙历届市长                          | 布龙历届市长                     |
| 任期           | 市长                                  | 党派                             |
| -------------- | ------------------------------------- | -------------------------------- |
| 1944年－1945年 | Charles SANGAN (père) 夏尔·桑冈（父） | PS社会党                         |
| 1945年－1959年 | Charles SANGAN (fils) 夏尔·桑冈（子） | PS社会党                         |
| 1959年－1965年 | Albert GIRARD 阿尔贝·吉拉尔           | DVG左翼无党派人士                |
| 1965年－1989年 | Jean-Louis LABBÉ 让-路易·拉贝         | MRP人民共和运动                  |
| 1989年－2001年 | Louis DENIEL 路易·德尼埃尔            | DVD右翼无党派人士                |
| 2001年－2008年 | Michel LAMARCHE 米歇尔·拉马什         | RPR保衛共和聯盟 →UMP人民运动联盟 |
| 2008年－2016年 | Serge ROUXEL 塞尔日·鲁克塞尔          | DVD右翼无党派人士                |
| 2016年－       | Denis LAGUITTON 德尼·拉吉东           | DVD右翼无党派人士                |

### 各级选举
| 布龙历届投票选举结果 | 布龙历届投票选举结果 | 布龙历届投票选举结果 | 布龙历届投票选举结果 | 布龙历届投票选举结果                   | 布龙历届投票选举结果 | 布龙历届投票选举结果 | 布龙历届投票选举结果                   | 布龙历届投票选举结果 | 布龙历届投票选举结果 |
| 选举项目             | 选举范围             | 选区单位             | 选区单位内的选举结果 | 选区单位内的选举结果                   | 选区单位内的选举结果 | 选区单位内的选举结果 | 选区单位内的选举结果                   | 选区单位内的选举结果 | 参考资料             |
| 选举项目             | 选举范围             | 选区单位             | 第一轮胜出者         | 第一轮胜出者                           | 支持率               | 第二轮胜出者         | 第二轮胜出者                           | 支持率               | 参考资料             |
| -------------------- | -------------------- | -------------------- | -------------------- | -------------------------------------- | -------------------- | -------------------- | -------------------------------------- | -------------------- | -------------------- |
| 2017年法國總統選舉   | 法國                 | 市镇                 |                      | 埃马纽埃尔·马克龙                      | 25.19%               |                      | 埃马纽埃尔·马克龙                      | 66.07%               | [ 25 ]               |
| 2017年法国立法选举   | 阿摩尔滨海省第二选区 | 市镇                 |                      | 埃尔韦·贝维尔                          | 32.82%               |                      | 埃尔韦·贝维尔                          | 56.4%                | [ 25 ]               |
| 2019年欧洲议会选举   | 法國                 | 市镇                 |                      | 纳塔莉·卢瓦索                          | 28.44%               | （不适用）           | （不适用）                             | （不适用）           | [ 27 ]               |
| 2021年法国省级选举   | 阿摩尔滨海省         | 县                   |                      | 米卡埃尔·舍瓦利耶 伊莎贝尔·戈雷-沙佩尔 | 52.81%               |                      | 米卡埃尔·舍瓦利耶 伊莎贝尔·戈雷-沙佩尔 | 64.95%               | [ 28 ] [ 29 ]        |
| 2021年法国省级选举   | 阿摩尔滨海省         | 市镇                 |                      | 米卡埃尔·舍瓦利耶 伊莎贝尔·戈雷-沙佩尔 | 57.85%               |                      | 米卡埃尔·舍瓦利耶 伊莎贝尔·戈雷-沙佩尔 | 70.63%               | [ 28 ] [ 29 ]        |
| 2021年法国大区选举   | 布列塔尼大區         | 市镇                 |                      | 伊莎贝尔·勒卡莱内克                    | 22.11%               |                      | 洛伊格·谢奈-吉拉尔                     | 28.67%               | [ 30 ]               |
| 2022年法国总统选举   | 法國                 | 市镇                 |                      | 埃马纽埃尔·马克龙                      | 36.44%               |                      | 埃马纽埃尔·马克龙                      | 57.38%               | [ 25 ]               |
| 2022年法国立法选举   | 阿摩尔滨海省第二选区 | 市镇                 |                      | 埃尔韦·贝维尔                          | 36.8%                |                      | 埃尔韦·贝维尔                          | 61.56%               | [ 25 ]               |
| 2024年欧洲议会选举   | 法國                 | 市镇                 |                      | 若尔丹·巴尔代拉                        | 35.78%               | （不适用）           | （不适用）                             | （不适用）           | [ 25 ]               |
| 2024年法国立法选举   | 阿摩尔滨海省第二选区 | 市镇                 |                      | 安托万·基费尔                          | 36.99%               |                      | 埃尔韦·贝维尔                          | 58%                  | [ 25 ]               |

## 人口
2021年，布龙市镇人口数量为2,924，在法国排名第3,823位。其中男性1,370人，女性1,554人，75岁及以上人口占14.6%，外籍人口数量为52人，人口密度为83人/平方公里，当地居民被称为（男性）或（女性）。2022年，布龙境内出生29人，死亡人口85人。
| 布龙1901年－2021年人口变化情况 |
|                                |
| 数据来源：Cassini、INSEE       |

## 经济
截至2024年11月，布龙市镇范围内共有各类用人单位（包含自雇）427家，平均历史为20年，其中99.02%为中小型企业（PME），2024年9月至11月间，当地的经济活力指数为0。（农副产品销售）、（汽车销售）及（汽修）是当地2022年已公布营业额最高的三个企业，分别为6,128,925欧元、2,950,197欧元和1,311,262欧元。

## 财政与居民收入
2022年，布龙的财政收入总额为3,097,690欧元，财政支出总额为2,200,590欧元，当年的债务总额为2,208,940欧元。2022年，布龙市镇通过增值税获得146,350欧元的收入，此外当地还共获得了58,250欧元的国家直接财政补助。
| 布龙居民收入情况                                 | 布龙居民收入情况 | 布龙居民收入情况      | 布龙居民收入情况 |
| 内容                                             | 布龙             | 法国                  | 统计年份         |
| ------------------------------------------------ | ---------------- | --------------------- | ---------------- |
| 征税家庭总数                                     | 1,229            | 1,081（法国市镇平均） | 2022年           |
| 居民平均月收入                                   | 2,087欧元        | 2,435欧元             | 2022年           |
| 高级职员人均月收入                               | 3,792欧元        | 4,331欧元             | 2021年           |
| 中级职员人均月收入                               | 2,356欧元        | 2,470欧元             | 2021年           |
| 普通职员人均月收入                               | 1,752欧元        | 1,801欧元             | 2021年           |
| 贫困率                                           | 12%              | 14.5%                 | 2020年           |
| 青壮年（15至64岁）失业率                         | 8.3%             | 7.4%                  | 2020年           |
| 征税家庭数量占比                                 | 36.7%            | 45.5%                 | 2020年           |
| 家庭年均纳税                                     | 1,941欧元        | 4,393欧元             | 2022年           |
| 资料来源：INSEE、L'Internaute、Le Journal du Net |                  |                       |                  |

## 社会事务

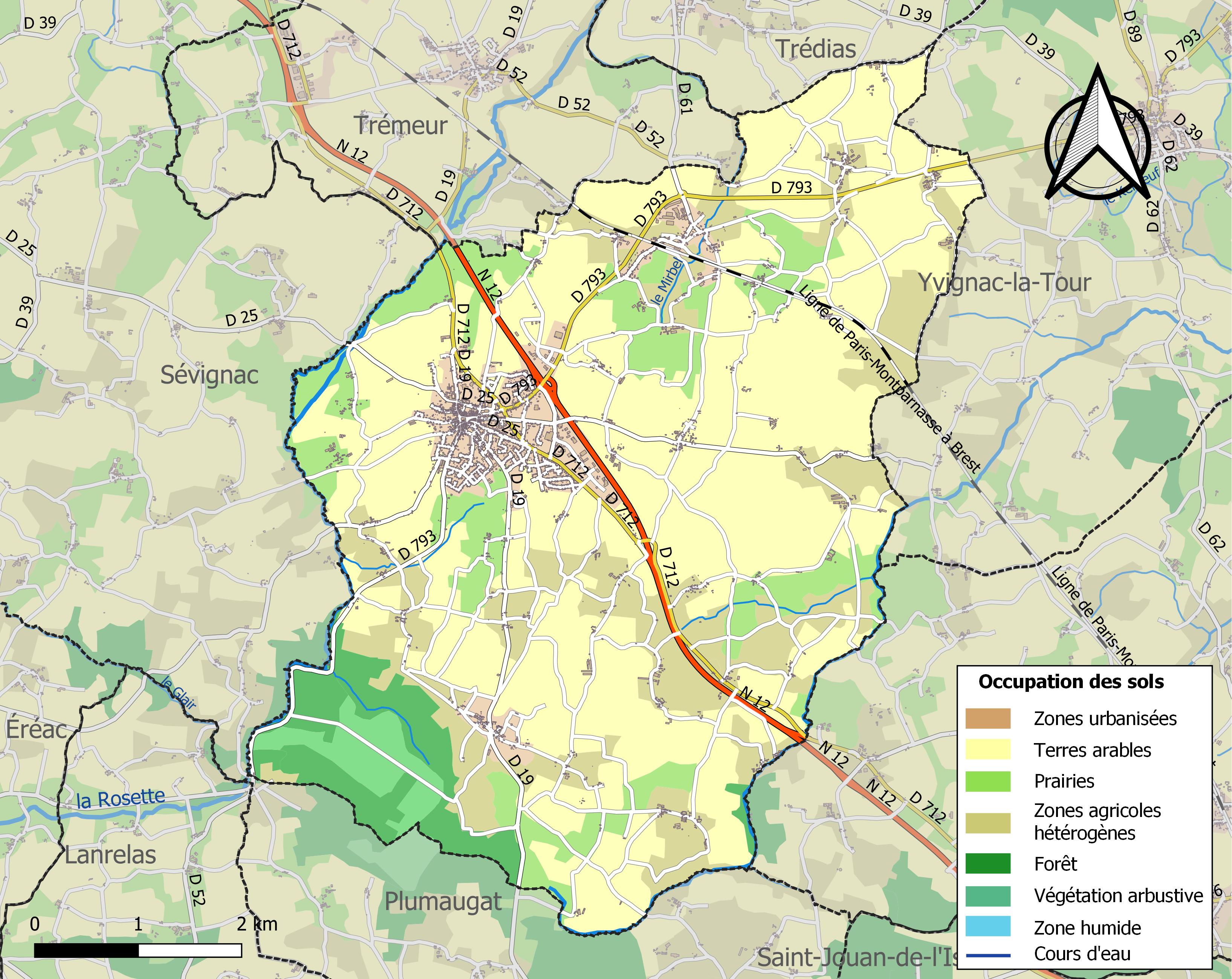
布龙土地利用情况地图

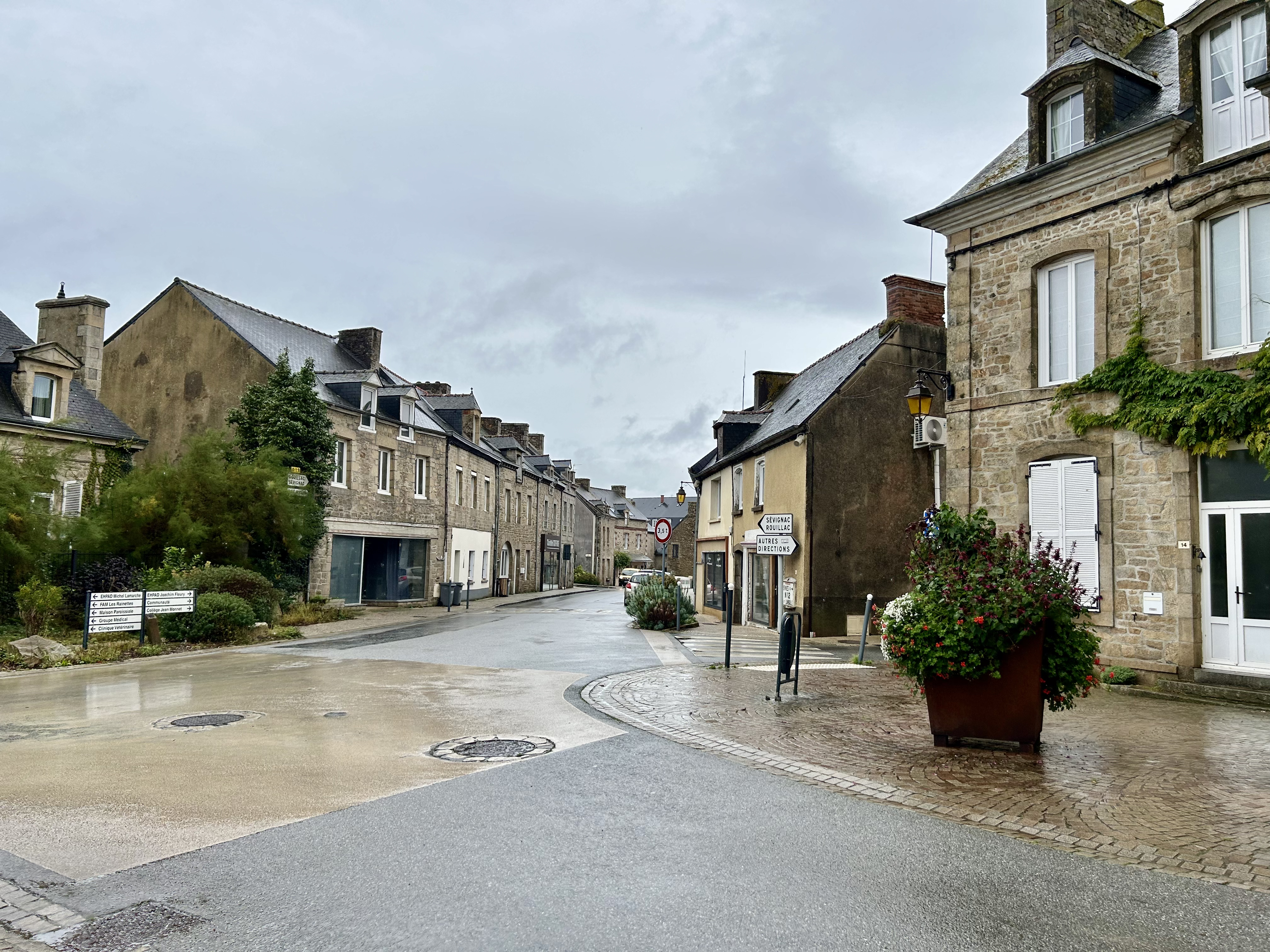
栅栏街

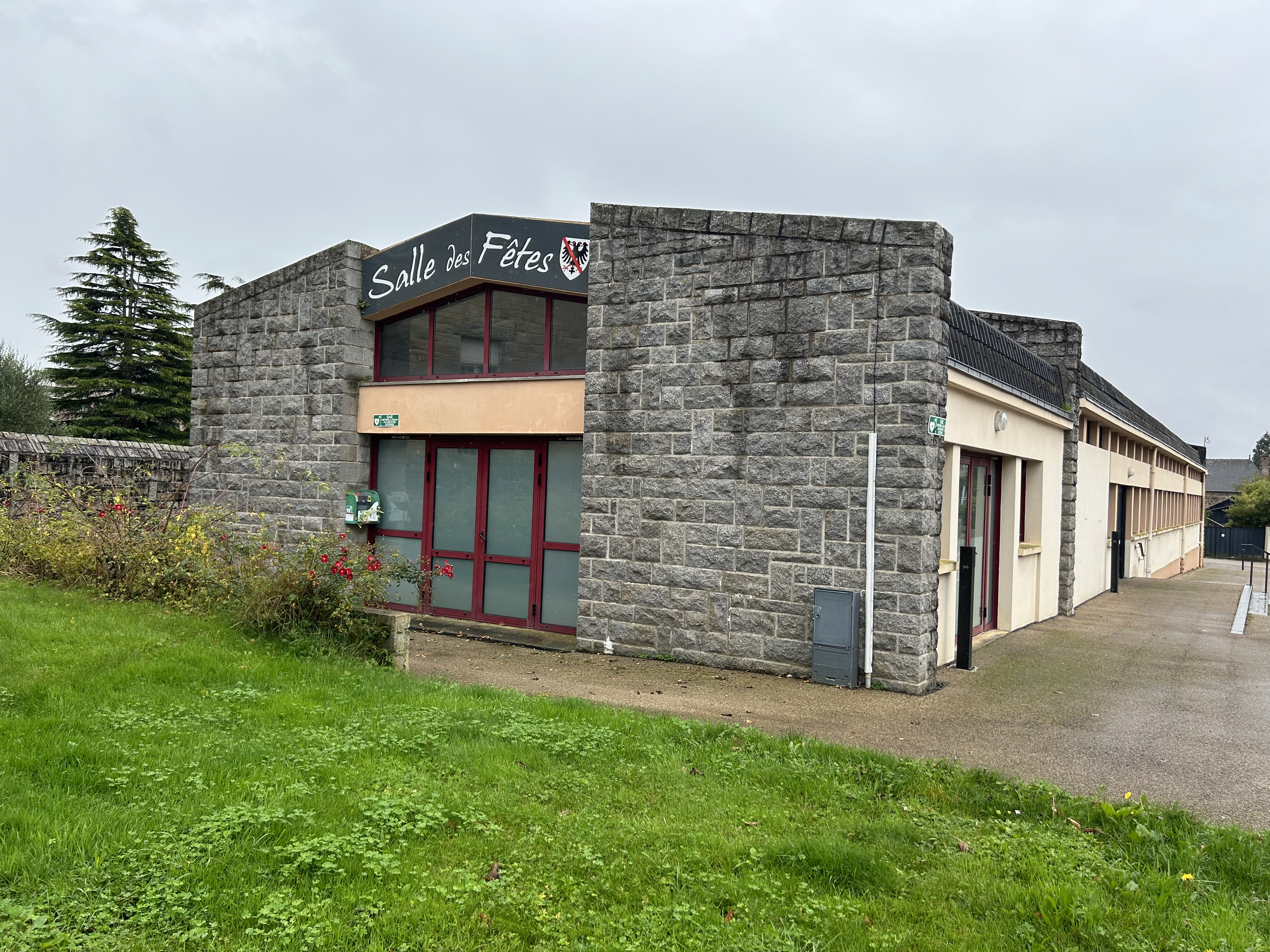
活动中心

### 教育
布龙属于雷恩学区。截至2023年1月1日，布龙境内共有2所小学和2所初级中学。2022至2023学年度，布龙境内共有在校中等教育阶段学生796名。

### 医疗
截至2023年1月1日，布龙境内共有全科医生5名、保健师2名、牙医4名、护士1名和助产士1名。境内共有药房2家、养老院2家、残疾人帮扶中心1家。
距离布龙最近的区域性医疗机构为庞蒂维耶尔-普杜夫尔中心医院（Centre Hospitalier du Penthièvre et du Poudouvre），其主病区便民医院位于朗巴勒阿摩尔，距离布龙市区的正常车程大约24分钟，该院设有床位50个。

### 住房
2021年，布龙境内共有各类住房1,527套，其中86.4%为独立式住宅，13.4%为集中式住宅。常住房屋占布龙市镇范围内居民建筑总量的81.6%。
在住房保障政策方面，2023年，布龙境内共有485户家庭获得了家庭津贴补助，受益人数占总人口数量的16.6%，其中210份为房租补助。

### 商业
2021年，布龙境内共有各类实体商铺71家，其中餐厅6家、大型超市2家、杂货店1家、面包房4家、肉铺2家、银行门店3家、美容美发店6家、汽车维修店5家。布龙镇中心东侧建有一家Super U超市，东北部则有一家Intermarché超市。

### 体育
2023年，布龙境内共有2家游泳池、3间体育馆、2处网球场、1处足球或橄榄球场以及1处篮球或排球场。
截至2024年11月，布龙-特雷默尔体育会（Association Sportive Broons Trémeur，编号544275）是布龙境内唯一的一家注册足球俱乐部，其主队2024至2025赛季参加阿摩尔滨海省足球联赛乙组（法国第十级别），其主场为勒沙莱体育中心（Complexe Sportif Le Chalet）。

### 环境
布龙的环境事务由其所属的迪南城市圈公共社区联合各级政府协调负责。2021年，布龙境内共有1家污染企业。

### 治安
2021年，布龙市镇范围内有一处宪兵队。
2023年，布龙市镇范围内累计记录各类案件49起，其中盗窃类案件17起，人身侵犯类案件9起，毒品交易类案件3起。

## 文化

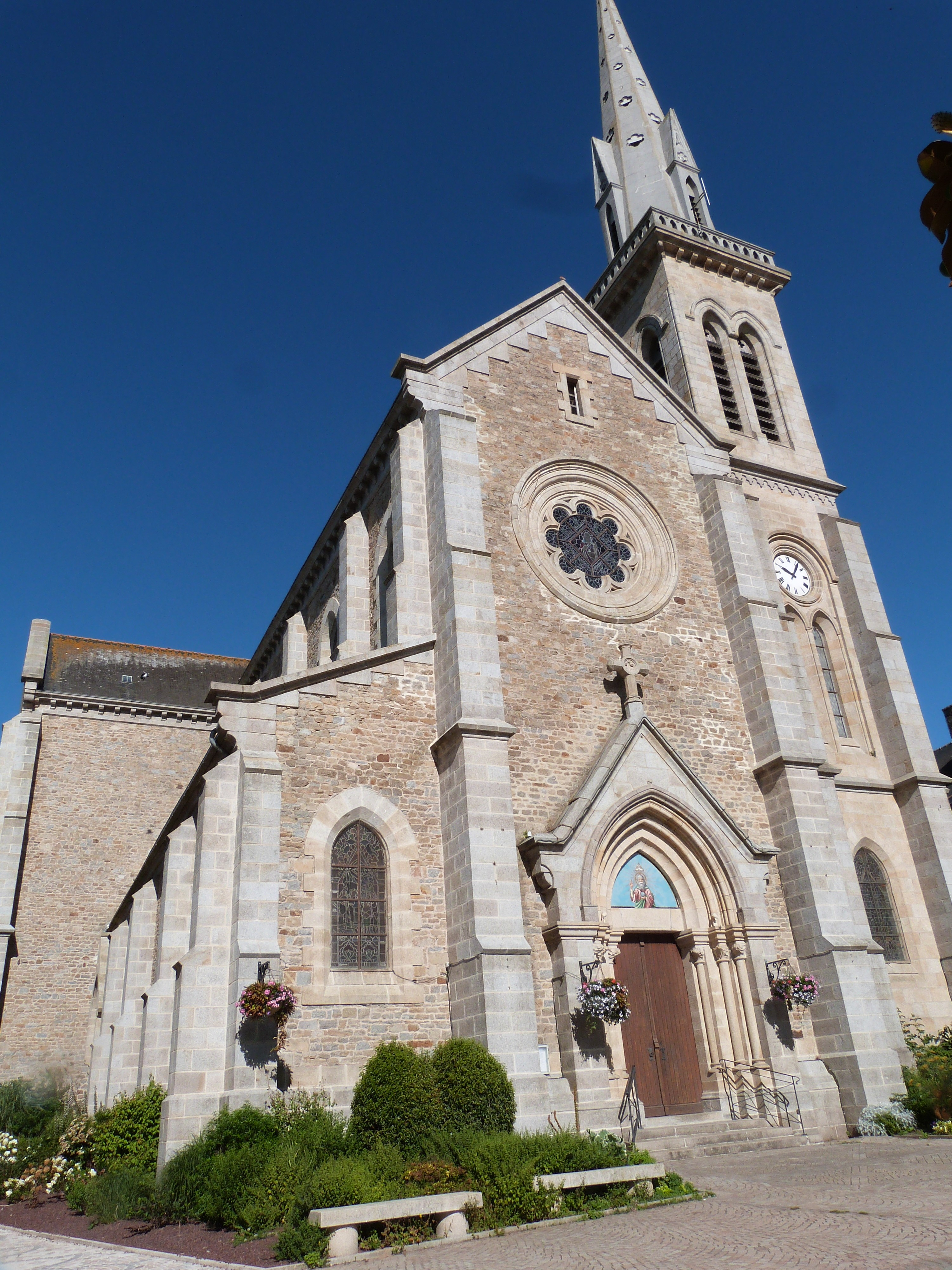
圣伯多禄教堂

2021年，布龙境内暂无任何文化设施。布龙境内建有大雁多媒体中心（Médiathèque l'Hirondelle），每周二至六向公众开放。

### 建筑
布龙境内有多处历史建筑，其中镇中心的圣伯多禄教堂（Église Saint-Pierre de Broons）是当地的一处地标性建筑物。

### 旅游
布龙的旅游事务由其所属的迪南城市圈公共社区联合各级政府协调负责。2024年，布龙境内共有1家酒店共计5间房间；另有1个露营地，可容纳共35辆露营车。

### 媒体
法国主要的媒体均可在布龙接收，法国电视三台下属的布列塔尼大区频道在部分时段播出布龙所在阿摩尔滨海省的地方新闻。《西部报》、《阿摩尔滨海小蓝报》、蓝色法兰西阿摩里卡广播等为当地主要的地方性媒体。

## 相关人物
布列塔尼及法兰西民族英雄贝特朗·杜·盖克兰出生于布龙，当地镇中心的广场以及多处公共设施以其命名。

## 友好城市
截至2024年11月，布龙共与一座城市建立了友好城市关系：
- 德国 Neufahrn in Niederbayern